# ドカベンシリーズの世界における年表
ドカベンシリーズの世界における年表（ドカベンシリーズのせかいにおけるねんぴょう）では、水島新司の野球漫画『ドカベン』（『ドカベン プロ野球編』以降の作品を軸とする）における架空の（実在を含む）出来事を年表形式に掲載する。

## 年表

### 1970年代
- 1974年
  - 7月11日、土井垣将誕生[1]。
- 1975年
  - 4月23日、山岡鉄司誕生[1]。
- 1976年
  - 5月5日、山田太郎誕生[1]。
  - ６月15日、微笑三太郎誕生[1]。
- 1977年
  - 1月2日、殿馬一人誕生[1]。
  - 2月17日、里中智誕生[1]。
  - 4月1日、岩鬼正美誕生[1]。

### 1980年代
- 1983年
  - 土井垣が野球を始める。
- 1985年
  - 岩鬼正美が野球を始める[2]。
- 1986年
  - 春、山田太郎ら4人が家族旅行中に交通事故に巻き込まれる。当時10歳の山田太郎が妹・サチ子を守り生還、両親が死亡する(ドカベン)。
  - 夏、岩鬼正美が初めて敬遠を味わう。この経験をきっかけに悪球打ちを取得する[3]。
- 1987年
  - 里中智、5年生で初めて投手となりエースを手に入れる。
- 1986年~1988年
  - 岩鬼正美、青田小学校で4年から6年まで番長になる。

### 1990年代
- 1990年
  - 山田太郎が鷹丘中学校へ転校する。そこで岩鬼と出会う。
- 1991年
  - 山田太郎、小林の目の手術が成功した影響で再度野球に対する情熱が爆発、岩鬼が主将を務めていた野球部に入部、その後殿馬一人と出会い野球部へ誘う。夏の地区大会一回戦で東郷学園戦と死闘の末敗北する。
- 1992年
  - 4月、山田太郎と岩鬼正美、殿馬一人、里中智が明訓高校へ入学、野球部へと入る(ドカベン)。
  - 7月、明訓高校が夏の予選を制す。
  - 8月、第74回全国高等学校野球選手権大会開幕。明訓高校がいわき東高校を破り優勝する(ドカベン)。
  - 秋、岩鬼正美が暴行事件を起こし10日間謹慎を受ける。
  - 微笑三太郎が誤って明訓高校に転校する。土門剛介と山田太郎らが初対面を果たす。
  - 関東大会開幕。途中、甲府学院戦で山田太郎がアクシデントにより記憶喪失となるも関東大会を制する(ドカベン)。
  - 土井垣将と犬飼小次郎がドラフト指名されるものの、2人とも条件付きで断る。
- 1993年
  - 3月、第65回選抜高等学校野球大会開催。明訓高校が土佐丸高校を破り優勝する(ドカベン)。
  - 4月、渚 圭一が野球部に入部。
  - 7月、夏の予選始まる。明訓が神奈川大会2連覇を果たす。予選中、殿馬一人がハイジャックに巻き込まれ、右肩を負傷する。
  - 8月、第75回全国高等学校野球選手権大会開幕。明訓が弁慶高校に敗れる。その後土井垣は監督を辞任、日本ハムファイターズに入団する。通天閣高校が優勝する。
  - 8月、太平が明訓高校監督になる。
  - 秋、明訓高校が関東大会2連覇を果たす。
- 1994年
  - 3月、第66回選抜高等学校野球大会開催。明訓高校が選抜2連覇を達成する[4]。里中が一時野球部を退部する。
  - 7月、夏の予選開幕。明訓高校が神奈川大会3連覇を果たす。
  - 8月、第76回全国高等学校野球選手権大会開幕。明訓高校が優勝する[4](大甲子園)。
  - 11月20日、ドラフト会議で山田、岩鬼、里中、殿馬、微笑が指名され、プロ野球選手となる[5][6]。
- 1995年
  - 4月1日、開幕戦で岩鬼正美が18歳になる[6]。
  - 7月、オールスター戦開幕。里中がスカイフォークを解禁、松井秀喜を驚愕させる[7][8]。
  - 10月7日[9]、山田太郎率いる西武ライオンズと里中率いる千葉ロッテマリーンズが初対決。里中が山田を三振に打ち取る(ドカベン プロ野球編)。
  - 10月8日、山田が苦肉の策を使って里中に勝利する。同時に山田が新人王をとる[10]。
- 1996年
  - 1月10日、岩鬼ら明訓5人衆が合同トレーニングを始める[11]。そこで広中と出会う。
  - 3月3日[12]、ダイエー対巨人戦始まる。岩鬼がホームランを放ち勝負を決める。
  - 3月28日[13]、開幕一軍メンバーが発表される。里中が入っていないことが明らかに。
  - 3月30日、ペナントレース始まる[14]。
  - 4月6日、ダイエー対西武戦で犬飼小次郎が復活する[15]。
  - 岩鬼正美、最終戦で41号を打ってパ・リーグホームラン王となる[10]。
- 1997年
  - 山田太郎、シーズン途中から4番に定着する。
- 1998年
  - 球宴で新潟明訓高校出身で広島カープの小林幹英と対戦する[16]

### 2000年代
- 2001年
  - 山田太郎、後半戦で右手首の負傷により10試合程度欠場するも打撃三冠王を獲得（本塁打王は岩鬼と分け合う）。オールスター戦ではサイクル安打も記録した。
- 2002年、
  - 山田太郎、プロ野球新記録となるシーズン162打点を記録[10]。
- 2003年
  - 山田太郎、岩鬼正美らがFA宣言し、土井垣将率いる新球団・東京スーパースターズに移籍する。同時に四国アイアンドッグスも設立される[16]。
- 2005年
  - 10月、日本シリーズ東京スーパースターズ対札幌華生堂メッツが始まる(ドカベンvs.野球狂の詩)[17]。
- 2007年
  - 山田太郎、開幕3試合目の対東北楽天ゴールデンイーグルス戦（東京ドーム）で田中将大から本塁打を放ち、通算2000安打を達成。
  - 東京スーパースターズが日本一になる[18]。
- 2008年
  - 東京スーパースターズがパ・リーグ連覇。その後日本シリーズを連覇するも山田が翌シーズンまで後を引く右肩負傷を負う。

### 2010年代
- 2012年[19]
  - 3月3日、プロ野球総裁・崖渕壮兵衛が全球団参加トーナメントを開催する(ドカベン ドリームトーナメント編)[20]。